# Лей Кун
Лей Кунг-Громовержец - вымышленный персонаж, появляющийся в комиксах издательства Marvel Comics. Его известные ученики Железный Кулак и Стальной Змей.

## Вымышленная биография персонажа
Ю-Ти отдал молодого Дэнни Рэнда ученику Лэй Куну Громовержцу, который обучает его боевым искусствам в мистическом городе К'ун-Л'ун. Стальной Змей (изгнанный сын Лей Куна) позже становится одним из противников Железного Кулака, поскольку он жаждал власти Железного Кулака.
Когда Стальной Змей не смог победить Шоу-Лао, Лэй Кун нашел его плачущего в снегу. Затем он отправил Стального Змея обратно в город.
Во время «Avenger vs. X-Men» Железный Кулак просит Лей Куна, чтобы он взял Хоуп Саммерс в К'ун-Л'ун для обучения. Когда Нэмор с силой Птицы-Феникс напал на Ваканду, Железный Человек сказали, Лей Куну вернуть Хоуп Саммерс обратно в К'унь-Л'унь и запечатать портал до того, как Нэмор пройдет. Позднее Мстители прибыли в Кун-Лун.Когда Циклоп с силой Птицы-Феникса атаковал Кун-Лун, Лэй Кун встретился с Хоуп Саммерс за пещерой Шоу-Лао, сказав ей, что пришло время ее последнего урока. Они поехали на Шоу-Лао в сражение, где они были взорваны из воздуха Циклопом с той же силой Птицы-Феникса. Нажав на силы Шу-Лао, Хоуп Саммерс использовала специальный удар, чтобы отправить Циклопа на Землю, где удар также временно вывел его из строя.Когда Кун-Лун был восстановлен после битвы, Лей Кун держал на плечах маленького мальчика, который сказал Железному Человеку, что им не нужна помощь в восстановлении города. Он посоветовал Железному Человеку сказать ему, что магия и наука не так разделены, как он думает. Железный Человек затем уходит с предложением Лэй Куна справиться с повреждением в его области.

## Силы и способности
Мастер оружия К'унь-Л'уня, Лей Кун - эксперт по боевым искусствам, один из лучших во Вселенной Marvel.

## Вне комиксов

### Телевидение
- Лей Кун появился в телесериале от Netflix: Железный кулак, изобразил персонажа Хун Ли.[4]Моменты в  сериях, в которых он был отцом Стального Змея и наставником Даниэля Рэнд, не были показаны в телесериале. Лей Кун впервые появляется в эпизоде «Бессмертный появляется из пещеры», где он является Дэнни Рэнду в видении во время медитации, рассказывающей историю К'ун-Луна. Поскольку Дэнни Рэнд борется с Андреем и Григорием Везниковыми, Невестой Девяти Пауков и Косой, избавляется от некоторой мудрости Лей Куна, которую использует Дэнни в своих боях против них. Когда видение Лэй Куна говорит ему, чтобы он убил Косу, Мадам Гао, по-видимому, угрожает использовать свой нож на дочери Радована Бернивига Сабине, заставляя Дэнни Рэнда прекратить добивать Косу. Хотя Лей Кун в видении Дэнни Рэнда был разочарован этим, Дэнни Рэнд сказал ему по дороге, что Мадам Гао обманула, и у него не было другого выбора. Видение Лэя Куна молчит, когда Дэнни уходит с Сабиной.